# Tours-sur-Meymont
Tours-sur-Meymont település Franciaországban, Puy-de-Dôme megyében. Lakosainak száma 538 fő (2022. január 1.). Tours-sur-Meymont Augerolles, La Chapelle-Agnon, Cunlhat, Domaize, Olliergues, Saint-Gervais-sous-Meymont és Sauviat községekkel határos.

## Népesség
A település népessége az elmúlt években az alábbi módon változott:
| Lakosok száma | 530  | 521  | 539  | 516  | 514  | 514  | 522  | 530  | 538  |
|               | 2013 | 2015 | 2016 | 2017 | 2018 | 2019 | 2020 | 2021 | 2022 |